# Alonso Pérez de Salazar
Alonso Pérez de Salazar (Madrid, España, 1561-costas de Arica, finales de septiembre de 1642) era un jurisconsulto que fue nombrado gobernador del Río de la Plata en carácter de interino en el período de 1623 a 1624.

## Biografía

### Origen familiar
Alonso Pérez de Salazar y Rosales, nació en Madrid (España) y fue bautizado en la Parroquia de San Martín el 11 de febrero de 1561, hijo de Alonso Pérez de Salazar, oidor del Nuevo Reino de Granada y de María de Rosales. Su padre había sido oidor de la Real Audiencia de Santafé de Bogotá y era recordado como juez severo en dicha ciudad, porque: 
"ahorcaba con frecuencia indígenas en la plaza mayor, y azotaba todas las semanas, en la de Mercado, que tenía lugar cada cuatro días, a los ladrones" y porque "desorejó y desnarigó dos mil personas e hizo otras justicias grandísimas, sin reparar en nadie ni aunque interviniese la intervención de cualquiera persona por principal que fuese".
Su madre murió en Bogotá y su padre empobreció de tal manera que "no hubo con qué llevar sustento en el viaje para él y sus hijos". En Madrid, Salazar se dedicó al ejercicio de la abogacía hasta que Felipe II de España lo designó fiscal del Consejo de Indias pero al poco tiempo falleció, el 22 de octubre de 1596. Alonso Pérez de Salazar y Rosales pasó entonces a América, desde 1597 hasta 1607 fue fiscal de la Real Audiencia de Panamá, después oidor de la misma y en 1609 fue designado oidor en la Real Audiencia de Charcas, cargo que mantendría hasta 1629.En 1618 ante la gravedad del contrabando en la ciudad de Buenos Aires y la libertad con que los productos extranjeros y esclavos introducidos ilegalmente pasaban al norte, se decidió la instalación de una "Aduana Seca" en la provincia de Córdoba. No obstante, el gobernador Diego de Góngora no hizo publicación de la cédula de creación por los daños que ocasionaría a la ciudad y especialmente al contrabando en el cual estaba involucrado.

### Gobernador colonial de Buenos Aires
Excluyendo a Hernandarias, casi todos los gobernadores y funcionarios estuvieron comprometidos en mayor o menor grado con el contrabando. En la época los principales contrabandistas (se los denominaba Confederados) eran el sevillano Juan de Vergara, notario del Santo Oficio, y el portugués Diego de Vega, que con Góngora se convirtieron en los verdaderos dueños de la ciudad. 
Más allá del evidente comportamiento delictivo, el contrabando en Buenos Aires tenía motivaciones económicas profundas, originadas en las restricciones al comercio por parte de la Monarquía que favorecían los intereses de la península y en segundo lugar de Lima, en perjuicio del Alto Perú y Buenos Aires. Ante el escándalo la Corona había enviado a investigar a Matías Delgado Flores, quien al poco tiempo calificó a Góngora de "señor y dueño absoluto de esta tierra" y exasperado afirmó que "los contrabandistas están en todas partes, he de matar a todos los de esta ciudad" lo que dio pie a que Góngora instruyera justamente a Vergara para que como notario del Santo Oficio lo encausara y condenara al destierro. Ante la situación la Audiencia de Charcas envió a Alonso Pérez de Salazar para que interviniera, asegurando la instalación de la Aduana en Córdoba e iniciando acciones legales contra el gobernador. Góngora evadió el arresto, refugiándose en casa de los jesuitas hasta su muerte el 21 de mayo de 1623. Las presiones contra Salazar eran fuertes: "Don Alonso Pérez de Salazar, oidor de Vuestra Majestad en la Audiencia de La Plata, llegó tiempo en este puerto en que no se atrevía hombre a entrar en su casa […] lo que el obispo y Juan de Vergara y sus amigos predicaban y hablaban del dicho oidor todas las cosas ajenas de tan gran ministro."
Mientras Alonso Pérez de Salazar continuaba en la ciudad levantando el sumario, el Cabildo de Buenos Aires controlado por los Confederados y de acuerdo a derecho hasta tanto se nombrara sucesor impuso a Diego Páez de Clavijo, sargento mayor de la plaza, teniente gobernador de Góngora y hombre de los Confederados, quien asumió la gobernación interina al día siguiente de la muerte de Góngora. El interinato de Páez de Clavijo continuó sin mayores sobresaltos y su esfuerzo de gobierno se concentró en lo que se esperaba de él: en pocos meses Pérez Salazar que continuaba con las investigaciones en el marco del juicio de residencia acumuló doce acusaciones contra el interino por contrabando, cohechos y fraude contra la Real Hacienda. La paciencia del oidor no duró mucho: el 30 de septiembre Alonso Pérez de Salazar invocando su investidura ocupó la Casa de la Gobernación y lanzó un bando haciéndose cargo en nombre del rey de la gobernación de la provincia del Río de la Plata hasta que la Corona designara al nuevo gobernador. Pérez de Salazar incluyó de inmediato a Páez de Clavijo en el juicio de residencia. El 17 de septiembre de 1624 se hizo finalmente cargo Francisco de Céspedes, natural y regidor de Sevilla. 

### Presidente de la Real Audiencia de Quito
Posteriormente, en 1629 Pérez de Salazar fue designado oidor en la Real Audiencia de Lima, cargo que mantuvo hasta 1633. El 4 de marzo de 1636 fue nombrado Presidente de la Real Audiencia de Quito, cargo del que tomó posesión el 9 de septiembre de 1637. El Alférez Mayor sugirió que se suponía que don Alonso Pérez de Salazar llegaría en el primer barco esperado proporcionado por el anterior Presidente de la Real Audiencia de Quito. Los cinco años del gobierno de Pérez de Salazar transcurrieron pacíficamente, en armonía con el obispo aunque con algunos conflictos con los oidores. Pérez de Salazar era débil de salud y ya muy avanzado en edad. Personalmente se caracterizaba por ser moderado y respetuoso, lo que le permitió mantener la armonía con el Obispo. Sin embargo también tendría conflictos con los oidores con quienes empezaron las enemistades. Sus ministros fueron como oidor el doctor don Antonio Rodríguez de San Isidro y Manrique, consultor de la Inquisición de Llerena en Extremadura y después visitador de la Audiencia de Bogotá. También incluía a don Alonso del Castillo y Herrera, don Alonso de Mesa y Ayala, don Francisco de Prada y don Juan de Valdez y Llano.El fiscal fue don Melchor Suárez de Poago quien además había sido parte de los funcionarios de Antonio de Morga.

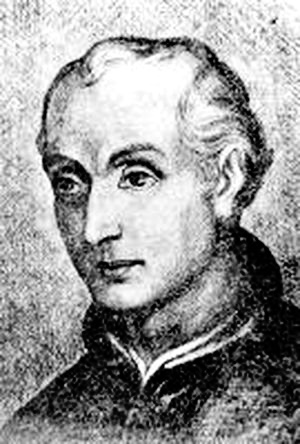
Hernando de la Cruz

Fue siempre muy cercano a los jesuitas, se conoce incluso que se intercambiaban regalos por cortesía por lo que algunos jesuitas todas las noches le enviaban seis huevos frescos para la cena de su señoría, y todas las semanas un jamón.Durante los años de su gobierno se desarrolló la escolástica en la Real Audiencia tanto de la mano de los dominicos como de los jesuitas. En la década de los 30 del siglo XVII los dominicos se encontraban en su apogeo en la Provincia de Quito en los estudios tenían el Convento Máximo donde se enseñaba latín y la cátedra oficial de la lengua Inca, así como Filosofía, Teología. Enseñaban en los conventos de Loja, Guayaquil y Pasto. Además se estaban dictando los cursos de filosofía en la Universidad San Gregorio Magno. Además, durante los años de su gobierno se desarrolló la vida de Mariana de Jesús Paredes y Flores quien moriría un par de años después de terminado su mandato. Durante esta época Mariana desarrolló su obra de catecismo con los pobres guiada por Hernando de la Cruz, profundizó en su misticismo y también interpretó su famosa Vihuela española. A fines de septiembre de 1642, recibió el nombramiento de presidente de la Real Audiencia de Charcas, pero murió cerca del puerto de Arica en viaje a su nuevo destino.
Se casaría con Ana de Coca natural de la ciudad de Lima, y además hija de Francisco Gutiérrez Coca y de María de Santander. Juntos tuvieron en el año de 1635 a María de Salazar, quien nació en la ciudad de La Plata, en la Audiencia de Charcas. María de Salazár a su vez se casaría con Francisco López de Zúñiga de Pedrosa, marqués de Baides y conde de Pedrosa. Además era miembro de la Orden de Santiago, y fungiría como gobernador y capitán general de Chile en 1639.
| Predecesor: Diego Páez de Clavijo      | Gobernador del Río de la Plata (interino) 1623-1624 | Sucesor: Francisco de Céspedes      |
| Predecesor: Antonio de Morga 1615-1636 | Presidente de la Real Audiencia de Quito 1637-1642  | Sucesor: Juan de Lizarazu 1642-1645 |